# Pointe Noire
Der Pointe Noire (französisch für Schwarze Landspitze) ist eine kleine, felsige Landspitze im Süden der Pétrel-Insel im Géologie-Archipel vor der Küste des ostantarktischen Adélielands. Sie liegt zwischen der Anse du Pré und dem Chenal Buffon.
Französische Wissenschaftler benannten sie 1977 deskriptiv.